# Cantal (kaas)
Cantal is een Franse kaas van het type harde kaas, geproduceerd in het departement Cantal, in Auvergne. De kaas wordt al eeuwenlang geproduceerd. In de geschriften van Plinius de Oude wordt de kaas uit de streek al vermeld. De kaas is een van de 44 Franse kazen die het roodgele Europese AOC/AOP-keurmerk, dat sinds januari 2012 het AOC-label vervangt, mag voeren.
De cantalkaas heeft sinds 1956 een AOC-keurmerk. De productie van cantal of fourme de cantal is beperkt tot het departement Cantal en een klein deel van de direct aangrenzende departementen Aveyron, Corrèze, Haute-Loire en Puy-de-Dôme. Buiten Frankrijk heeft de kaas sinds 1996 de Europes erkenning van beschermde oorsprongsbenaming, in het Frans "AOP" (Appellation d'Origine Protégée). De kaas heeft een droge korst en wordt gemaakt van koemelk uit de streek.
De kaas wordt gebruikt in het lokale aardappelgerecht truffade.

## Bereiding
Cantal wordt gemaakt van rauwe melk van het Salerrund. Bij ontvangst wordt de melk op 32 °C gebracht en gehomogeniseerd. Vervolgens wordt het stremsel afkomstig uit de kalfsleb toegevoegd en wordt er gewacht. Tijdens dit wachten stremt de melk. Dit betekent dat de eiwitten in de melk gaan samenklitten en er zich een soort vaste melkpudding vormt. Na het stremmen wordt de wrongel in kleine blokjes gesneden. De wei wordt afgevoerd en de wrongel in doeken opgevangen. Vocht wordt verwijderd door de kaas te persen, te snijden en vele malen te keren. Na een korte rustperiode wordt de kaas opnieuw in kleine, erwtgrote stukjes gemalen, om hem (handmatig) te kunnen zouten. Na weer een rustperiode waarin het zout in de kaas kan dringen, wordt de kaas in vormen gedaan, en in 48 uur zijn definitieve vorm geperst (onder toenemende druk).

Ten slotte volgt de rijping van de kaas in vochtige, koele kelders. De kaas moet minstens 30 dagen rijpen. Na 1-2 maanden rijping is het een cantal jeune (jong), van 3 tot 6 maanden oud is het een cantal entre-deux (tussenin), en ouder dan 6 maanden is het de cantal vieux (oud).
Cantal vieux wordt gekenmerkt door de gaten en gangen in de korst. Naarmate de kaas ouder wordt, worden de gaten steeds dieper, tot 1 à 2 centimeter diep. Deze worden veroorzaakt door de in de korst aanwezige schimmels en bacteriën, en volgens de overlevering ook door motten die in de grotten en kelders leven waar de kazen wordt bewaard.
Cantal is de meest bereide kaas van de streek. Zo'n 40% van de melkproductie gaat op aan cantal.

## Historie
Het ontstaan van de kaas is verbonden met zijn omgeving, Haute-Auvergne. Het is een vruchtbaar gebied, maar 's winters zijn de omstandigheden dusdanig dat er niet meer gereisd kon worden. Om de melkproductie van de koeien blijvend te kunnen gebruiken en om 's winters altijd over voedsel te kunnen beschikken, was het nodig om een lang houdbare kaas te hebben. Daarnaast was de kaas zeer geschikt in de ruilhandel met de andere Zuid-Franse streken.
Een belangrijke bijdrage aan de ontwikkeling van de kaasindustrie in Cantal werd geleverd door Emile Duclaux, een leerling van Pasteur. Duclaux had in de omgeving een boerderij en beschreef het kaasmaakproces in een opstel in 1893: "Principe de laiterie".